# 이순신 프로젝트

## 이순신프로젝트 - 정치개혁 시민운동
이순신프로젝트는 시민주도로 기득권 정치를 물갈이 해서 위기에 빠진 대한민국을 구하자는 취지의 정치개혁 시민운동이자 이를 진행하는 시민전문가 집단의 이름이다.
홈페이지: http://www.lssproject.com

## 이순신프로젝트 - 경상남도 추진사업
이순신 프로젝트는 임진왜란 7년 전쟁을 재조명하고 이순신 장군의 호국정신, 민중의 국란극복 의지, 거북선의 우수성을 알리고자 경상남도에서 추진하는 사업이다.

### 주요 사업내용
이순신 프로젝트는 2005년 시작되어 2006년 기본계획 연구용역, 2007년에는 전국의 사학자 7명으로 구성된 역사고증위원회의 고증을 거쳐 추진되고 있다. 2008년까지 각종 행정절차를 마무리 하였으며, 2009년에는 이순신장군 세계화 인프라를 구축하고 있다.
- 거북선, 판옥선 등 조선군선 원형복원 및 체험장 조성사업
  - 위치 : 통영시 중앙동 문화마당 일원
  - 기간 : 2008년부터 2012년
  - 내용 : 군선건조 7척(거북선, 판옥선, 한선, 왜선)
- 백의종군로 관광자원화 사업
- 칠천량해전공원 조성사업
  - 위치 : 거제시 하청면 연구리 산 85-4번지 일원
  - 면적 : 12,519m²
  - 기간 : 2008년부터 2011년
  - 내용 : 전시실 및 광장, 위령 조형물 설치 등
- 이순신 평화공원 조성사업
  - 위치 : 남해군 고현면 차면리 이락사 일원
  - 면적 : 127,861m²
  - 기간 : 2009년부터 2012년
  - 내용 : 운주공원(하늘바다 전망대, 각서, 사모의 길 등 조성), 순국공원(해안, 순국, 낙조데크, 삼국체험관 조성), 평화공원(다원광장, 관음포마당, 염생식물원, 평화언덕 등 조성)
- 한산대첩 이순신광장(병선마당) 조성사업
  - 위치 : 통영시 항남동 동충 일원
  - 면적 : 8,960m²
  - 기간 : 2007년부터 2012년
  - 내용 : 이순신광장, 영상관, 상징탑, 바닥분수 등
- 한산도 통제영 테마마을 조성
  - 위치 : 통영시 한산도 일원
  - 기간 : 2007년부터 2012년
  - 내용 : 탐방안내소, 전통 놀이 체험장, 역사마을 체험장 등
- 임진왜란 해전공원 조성사업
  - 위치 : 사천시 대방동 삼천포대교공원 내
  - 면적 : 3,270km²
  - 기간 : 2009년부터 2010년
  - 내용 : 거북선 원형 모형 조형물 제작 설치, 거북선 내부 체험시설 및 부대시설 제작설치
- 이순신 리더십 국제센터 건립
  - 위치 : 창원시 진해구 장천동 산1-2번지 일원(풍호 그린공원 내)
  - 면적 : 부지면적 15,078m², 건축물 연면적 9,390m²
  - 기간 : 2008년부터 2012년
  - 내용 : 이순신 장군의 리더십에 대한 체계적 연구, 교육 프로그램 개발 및 교육공간 제공 등
- 이순신 및 임진왜란 특강 및 상설교육
- 이순신 뮤지컬 제작
- 이순신 밥상 복원사업
- 거북선을 찾기 사업